# Prostylotermes kamboja
Prostylotermes kamboja (лат.) — ископаемый вид термитов из семейства Stylotermitidae. Обнаружен в эоценовом камбейском янтаре (западная Индия, штат Гуджарат, Tadkeshwar lignite mine, ипрский век, около 50 млн лет). Длина тела самки около 5 мм, самца — 3,8 мм. Усики 17-члениковые. Формула шпор голеней: 2-2-2. Виды Prostylotermes kamboja, Parastylotermes krishnai, Zophotermes ashoki и другие были впервые описаны в 2011 году американскими палеоэнтомологами Майклом Энджелом (Engel, Michael S.) и Дэвидом Гримальди (Grimaldi, David A.). Видовое название P. kamboja дано по имени древнего индо-иранского народа камбоджей, который упоминается в древнеиндийских текстах, таких как книга Махабхарата.